# Leptoderris glabrata
Leptoderris glabrata là một loài thực vật có hoa trong họ Đậu. Loài này được (Baker) Dunn miêu tả khoa học đầu tiên.